# Anandnagar
Anandnagar of Pharenda is een nagar panchayat (plaats) in het district Maharajganj van de Indiase staat Uttar Pradesh.

## Demografie
Volgens de Indiase volkstelling van 2001 wonen er 10.181 mensen in Anandnagar, waarvan 53% mannelijk en 47% vrouwelijk is. De plaats heeft een alfabetiseringsgraad van 72%.